# 11e Luftwaffen-Felddivisie
De Duitse 11e Luftwaffen-Felddivisie (Duits: 11. Luftwaffen-Feld-Division) was een Duitse infanteriedivisie tijdens de Tweede Wereldoorlog.

## Geschiedenis

### Oprichting en inzet in 1943
De 11e Luftwaffen-Felddivisie werd in oktober 1942 gevormd uit overtollig Luftwaffe-personeel op het Oefenterrein Munster uit het Flieger Regiment 31. Nadat de training was voltooid werd de divisie in januari 1943 per spoor naar Athene verplaatst, waar de divisie als reserve van het 12e Leger ingezet werd. In februari werd de divisie naar Kreta overgebracht, om daar als bezettingsmacht op te treden. De divisie bleef daar tot april en werd daarna weer naar de omgeving Athene verplaatst en in anti-partizaan-acties ingezet. Wel werd het 2e Bataljon van het 22e Jäger-Regiment (L) gebruikt bij de verovering van Leros in september 1943. Dat kostte deze eenheid zware verliezen. Van de 395 man verloor het 145 man aan doden, gewonden en vermisten. Vanaf september 1943 viel de divisie korte tijd onder het 11e Italiaanse Leger.

### Overgenomen in hetHeer
Op 1 november 1943 werd de divisie bij Athene overgenomen door het Heer en kreeg de benaming 11e Feld-divisie (L) (Duits: 11. Feld-Division (L)), waarbij de L voor Luftwaffe stond. In het algemeen werd (ook in officiële documentatie) de naam 11e Luftwaffen-Felddivisie verder gevoerd. Hierbij moest de divisie zijn 4e Bataljon (IV. Abt.) van het artillerieregiment afstaan. Deze bleef in de Luftwaffe en werd I./Flak-Regiment 28. Totaal verloor de divisie meer dan 700 officieren en soldaten die zich vrijwillig aanmeldden voor parachutisten en verdere 400 mannen bleven bij de Luftwaffe vanwege hun gespecialiseerde training. In plaats daarvan werd de divisie versterkt met 1250 nieuwe rekruten, meest van oudere leeftijd met weinig training.

### Inzet 1943/44

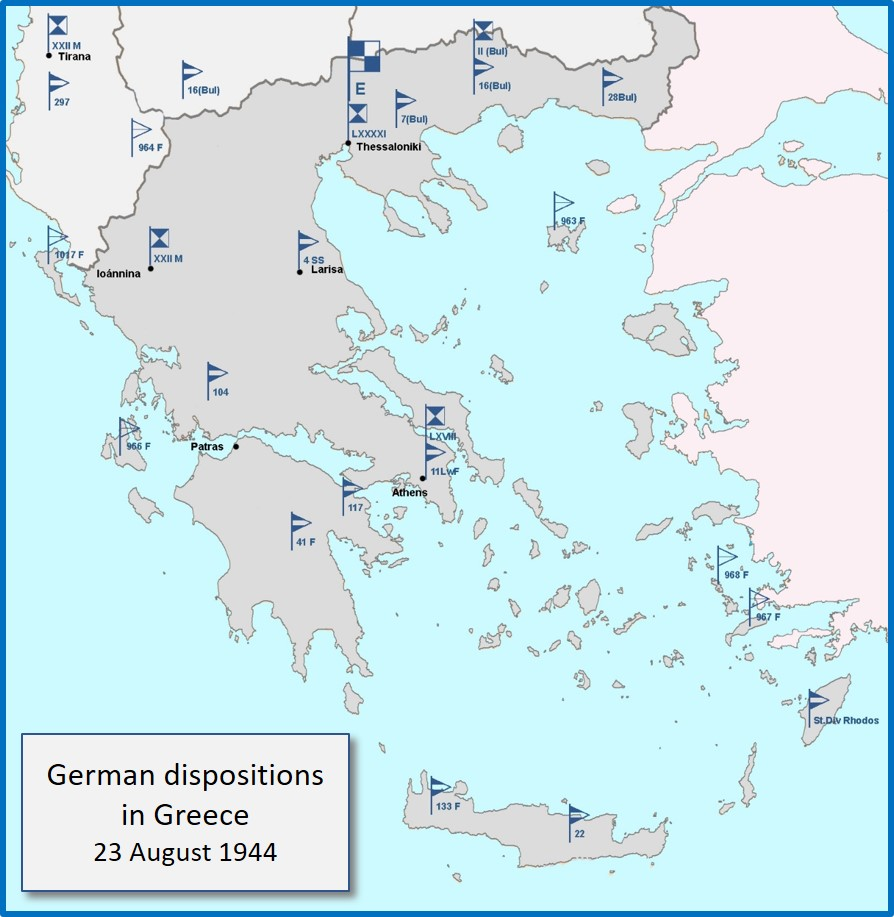
Duitse troepen in Griekenland op 23 augustus 1944, de 11e Luftwaffen-Felddivisie in Athene

De divisie bleef met hoofdkwartier in Athene. In februari 1944 werd de divisie ingezet in de regio Megara voor operaties tegen partizanen. Als onderdeel van de Duitse terugtrekking uit Griekenland werd de divisie al op 3 september 1944 op transport gezet naar Macedonië. Hier werd de divisie ingezet om (mogelijke) aanvallen van Sovjet- en Bulgaarse troepen tegen te houden, zodat de terugtochtroutes van Heeresgruppe E intact zouden blijven. De zwaarste strijd hier werd uitgevochten tijdens de Stratsin-Kumanovo-operatie tegen het 1e Bulgaarse Leger van 8 oktober tot 15 november 1944. Daarbij moest de divisie uiteindelijk Skopje opgeven, maar intussen was Heeresgruppe E ontsnapt.
Op 24 november 1944 werd de divisie teruggetrokken uit de sector Kraljevo en naar de bruggenhoofden over de rivier de Drina bij Ljubovija en Zvornik gestuurd om ontsnappingsroutes voor Heeresgruppe E open te houden. De eerste aanval op posities rond Ljubovija kwam op 11 december, uitgevoerd door de 23e Servische Divisie, die slechts lichte weerstand verwachtte maar snel vastliep. Pas op 15 december werd de 11e Luftwaffen-Felddivisie teruggedrongen en begon de strijd om Ljubovija zelf. De volgende dag trok de divisie zich terug over de rivier de Drina en blies de brug erover op.

### Inzet 1945 en einde
In januari 1945 betrok de divisie een stelling ten zuidoosten van Osijek aan de Drau. De divisie  kwam in actie in het Virovitica-bruggenhoofd tegen het Joegoslavische  6e en 12e Korps. In maart 1945 werd deelgenomen aan Operatie Waldteufel samen met de 1e Kosakken Cavaleriedivisie. Daarna voerde de divisie de verdediging van de Drau tot 12 april, waarna ze werd aangevallen en de divisie begon zijn terugtocht door Podravina, gevolgd door divisies van het Joegoslavische 3e Leger. Op 2 mei werden de resten van de divisie nog samen met de resten van de 22e Infanteriedivisie tot een Kampfgruppe samengevoegd. Deze Kampfgruppe Henke trok zich tot 8 mei in de Oostelijke Alpen terug via Varaždin.
De 11e Luftwaffen-Felddivisie gaf zich op 12 mei 1945 bij Vojnik – Slovenske Konjice over en werd ontwapend.

## Slagorde
- Luftwaffen-Jäger-Regiment 21 (met drie bataljons)
- Luftwaffen-Jäger-Regiment 22 (met drie bataljons)
- Luftwaffen-Artillerie-Regiment 11 (met vier afdelingen)
- Panzerjäger-Abteilung der Luftwaffen-Feld-Division 11
- Luftwaffen-Pionier-Bataillon 11
- Radfahrer-Kompanie der Luftwaffen-Feld-Division 11
- Luftnachrichten-Kompanie der Luftwaffen-Feld-Division 11
- Versorgungseinheiten der Luftwaffen-Feld-Division 11

Vanaf 1 november 1943:
- Jäger-Regiment 21 (L) (met drie, later twee bataljons)
- Jäger-Regiment 22 (L) (met drie, later twee bataljons)
- Jäger-Regiment 111 (L) (met twee bataljons), vanaf april 1945, deze regimentsstaf kreeg waarschijnlijk de 3e bataljons van de beide andere regimenten onder bevel
- Artillerie-Regiment 11 (L) (met vier afdelingen)
- Füsilier-Bataillon 11 (L)
- Feldersatz-Bataillon 11 (L)
- Panzerjäger-Abteilung 11 (L)
- Pionier-Bataillon 11 (L)
- Nachrichten-Abteilung 11 (L)
- Divisionseinheiten 11 (L)

## Commandanten
| Rang            | Naam               | Begin                           | Eind             |
| --------------- | ------------------ | ------------------------------- | ---------------- |
| Generalleutnant | Karl Drum          | oktober 1942                    | 9 november 1943  |
| Oberst          | Alexander Bourquin | 10 november 1943                | 30 november 1943 |
| Generalleutnant | Wilhelm Köhler     | 1 december 1943                 | 25 november 1944 |
| Generalmajor    | Gerhard Henke      | 29 oktober 1944 1 november 1944 | 8 mei 1945       |

Oberst Bourquin was tijdelijk commandant, in Duits: m.d.F.b.  – mit der Führung beauftragt
 

## Bovenliggende bevelslagen
| Legerkorps                    | Leger                | Legergroep     | Plaats/regio | Begin           | Eind            |
| ----------------------------- | -------------------- | -------------- | ------------ | --------------- | --------------- |
| direct onder bevel            | 12. Armee            | OB Südost      | Athene       | januari 1943    | februari 1943   |
| Befh. Kreta                   | Heeresgruppe E       | OB Südost      | Kreta        | februari 1943   | april 1943      |
| Befh. Südgriechenland         | Heeresgruppe E       | OB Südost      | Athene       | mei 1943        | augustus 1943   |
| direct onder bevel            | 11e Italiaanse Leger | Heeresgruppe E | Athene       | september 1943  | september 1943  |
| direct onder bevel            | Heeresgruppe E       | Heeresgruppe F | Athene       | oktober 1943    | 1 november 1943 |
| 68e Legerkorps                | Heeresgruppe E       | Heeresgruppe F | Athene       | 1 november 1943 | september 1944  |
| WB Mazedonien                 | Heeresgruppe E       | Heeresgruppe F | Macedonië    | september 1944  | oktober 1944    |
| 22e Bergkorps                 | Heeresgruppe E       | Heeresgruppe F | Servië       | november 1944   | november 1944   |
| 34e Legerkorps z.b.V.         | Heeresgruppe E       | Heeresgruppe F | Servië       | december 1944   | januari 1945    |
| 34e Legerkorps z.b.V.         | Heeresgruppe E       | Heeresgruppe F | Kroatië      | januari 1945    | februari 1945   |
| 91e Legerkorps z.b.V.         | Heeresgruppe E       | Heeresgruppe F | Kroatië      | februari 1945   | maart 1945      |
| 91e Legerkorps z.b.V.         | --                   | Heeresgruppe E | Kroatië      | april 1945      |                 |
| XV SS Kozakken Cavaleriekorps | --                   | OB Südost      | Oost-Alpen   | mei 1945        | 12 mei 1945     |